# Marisa Tomei
Marisa Tomei (Brooklyn, New York, 1964. december 4. –) Oscar-díjas amerikai színésznő.
A Vinny, az 1ügyűben (1992) nyújtott alakításáért aranyszobrot kapott, ezt követően A hálószobában (2001) és A pankrátor (2008) című filmekért jelölték Oscar-díjakra.
Olyan, bevételi szempontból sikeres filmekben játszott, mint a Mi kell a nőnek? (2000), a Ki nevel a végén? (2003) és a Faterok motoron (2007). Kritikai elismerést szerzett a Csillagot az égről (1996), a Mielőtt az ördög rádtalál (2007) és A pankrátor (2008) című filmjeivel.

## Fiatalkora
Olasz-amerikai házaspár gyermekeként született Brooklynban. Édesanyja, Patricia "Addie" angoltanár, édesapja, Gary A. Tomei ügyvéd. Öccse Adam Tomei szintén színész. Marisa Midwoodban, Brooklyn mellett nőtt fel. 
Az Edward R. Murrow gimnáziumban érettségizett, utána egy évig járt a Boston Egyetemre. 1983-ban az As The World Turns című szappanoperában vállalt először szerepet. Nem sokkal ezután kimaradt az iskolából.

## Pályafutása
Az As the World Turns után 1987-ben a The Cosby Show A Different World című spinoffjában játszott. Az áttörést a Vinny, az 1ügyű (1992) hozta meg számára, amelyért Oscar-díjat kapott a legjobb női mellékszereplő kategóriában. Ezután a legviccesebb női mellékszereplő kategóriában jelölték American Comedy Awardra a Beverly Hills csórói (1998) című vígjáték-drámában, Tamara Jenkins megformálásáért. 
Satellite-díjra jelölték a Mi kell a nőnek? (2000) mellékszerepével. A 2001-es A hálószobában című, Todd Field által rendezett film női mellékszerepéért megkapta első Golden Globe-, és második Oscar-jelölését. 2003-ban a Ki nevel a végén? című filmben együtt játszott Adam Sandlerrel és Jack Nicholsonnal. 2005-ben a Hanes reklámkampányában vett részt, olyan hírességgel együtt, mint Michael Jordan, Jennifer Love Hewitt, Damon Wayans, Matthew Perry, Aracely Arámbula és Pablo Montero. 2006-ban visszatérő szerepet, Johnny Gavin exfeleségét Angie játszotta a Ments meg! című televíziós sorozatban. 2007-ben a Faterok motoron szereplője volt John Travolta, Tim Allen, William H. Macy és Martin Lawrence mellett. A film egyike volt a legnagyobb bevételt hozó filmeknek abban az esztendőben. Ugyanebben az évben Sidney Lumet Mielőtt az ördög rádtalál című rendezésében Philip Seymour Hoffman és Ethan Hawke partnere volt. Ez a szerep külön figyelmet kapott, mert Marisa meztelen szerelmes jeleneteket forgatott Hawke-kal és Hoffmannal is. 2008-ban meztelen táncot lejtett a Mickey Rourke főszereplésével készült A pankrátor című filmdrámában. Ezt az alakítását BAFTA-, Golden Globe- és Oscar-díjakra jelölték.
2009-ben #18. lett az FHM magazin a "100 legszexisebb nő a világon" listáján.

## Magánélete
2008 és 2012 között kapcsolatban állt Logan Marshall-Green színésszel. A pletykák szerint eljegyezték egymást, de a színésznő szóvivője ezt cáfolta. Tomei soha nem volt házas. 2009-ben azt mondta: „Nem vagyok nagy rajongója a házasságnak, mint intézménynek és nem tudom, miért kell a nőknek gyermeket vállalniuk ahhoz, hogy teljes emberi lénynek tekintsék őket.”[forrás?]

## Filmográfia

### Film
| Év   | Magyar cím                         | Eredeti cím                                          | Szerep                  | Magyar hang         |
| ---- | ---------------------------------- | ---------------------------------------------------- | ----------------------- | ------------------- |
| 1984 | Flamingókölyök                     | The Flamingo Kid                                     | Mandy                   |                     |
| 1985 | A Toxikus Bosszúálló               | The Toxic Avenger                                    | lány az egészségklubban |                     |
| 1986 | Hotel Rock and Roll                | Playing for Keeps                                    | Tracy                   | Somlai Edina        |
| 1991 | Oscar                              | Oscar                                                | Lisa Provolone          | Radó Denise         |
| 1991 | Zandalee                           | Zandalee                                             | Remy                    | Andresz Kati        |
| 1992 | Vinny, az 1ügyű                    | My Cousin Vinny                                      | Mona Lisa Vito          | Kiss Erika          |
| 1992 | Napéjegyenlőség                    | Equinox                                              | Rosie Rivers            |                     |
| 1992 | Chaplin                            | Chaplin                                              | Mabel Normand           |                     |
| 1993 | Rakoncátlan szív                   | Untamed Heart                                        | Caroline                | Dóka Andrea         |
| 1993 | Rakoncátlan szív                   | Untamed Heart                                        | Caroline                | Tóth Auguszta       |
| 1993 | Rakoncátlan szív                   | Untamed Heart                                        | Caroline                | Vadász Bea          |
| 1994 | Lapzárta                           | The Paper                                            | Martha Hackett          | Kocsis Judit        |
| 1994 | Csak veled                         | Only You                                             | Faith Corvatch          | Györgyi Anna        |
| 1995 | A Perez család                     | The Perez Family                                     | Dorita Evita Perez      | Nyírő Beáta         |
| 1995 | A Perez család                     | The Perez Family                                     | Dorita Evita Perez      | Dudás Eszter        |
| 1995 | Négy szoba                         | Four rooms                                           | Margaret                | Kocsis Mariann      |
| 1996 | Csillagot az égről                 | Unhook the Stars                                     | Monica Warren           | Csere Ágnes         |
| 1997 |                                    | A Brother's Kiss                                     | Missy                   |                     |
| 1997 | Köszöntjük Szarajevóban!           | Welcome to Sarajevo                                  | Nina                    | Incze Ildikó        |
| 1998 | Beverly Hills csórói               | Slums of Beverly Hills                               | Rita Abromowitz         | Kisfalvi Krisztina  |
| 2000 | Szerencsés balesetek               | Happy Accidents                                      | Ruby Weaver             |                     |
| 2000 | A leskelődő                        | The Watcher                                          | Dr. Polly Beilman       | Fazekas Zsuzsa      |
| 2000 | Mi kell a nőnek?                   | What Women Want                                      | Lola                    | Kiss Eszter         |
| 2000 |                                    | King of the Jungle                                   | Costello nyomozó        |                     |
| 2000 |                                    | Dirk and Betty                                       | Paris                   |                     |
| 2001 | A hálószobában                     | In the Bedroom                                       | Natalie Strout          | Báthory Orsolya     |
| 2001 | A csábítás elmélete                | Someone Like You                                     | Liz                     | Incze Ildikó        |
| 2002 | A Thornberry család – A mozifilm   | The Wild Thornberrys Movie                           | Bree Blackburn (hangja) |                     |
| 2002 | Egy csók és más minden             | Just a Kiss                                          | Paula                   | Kiss Erika          |
| 2002 | A guru                             | The Guru                                             | Lexi                    | Timkó Eszter        |
| 2003 | Ki nevel a végén?                  | Anger Management                                     | Linda                   | Gubás Gabi          |
| 2004 | Alfie                              | Alfie                                                | Julie                   | Pikali Gerda        |
| 2005 | Loverboy                           | Loverboy                                             | Sybil                   | Haumann Petra       |
| 2005 | Szabad egy táncra?                 | Marilyn Hotchkiss' Ballroom Dancing and Charm School | Meredith Morrison       | Németh Borbála      |
| 2005 | Tótumfaktum                        | Factotum                                             | Laura                   |                     |
| 2006 |                                    | Danika                                               | Danika Merrick          |                     |
| 2007 | Grace nélkül az élet               | Grace Is Gone                                        | nő a medencénél         | nem szólal meg      |
| 2007 | Faterok motoron                    | Wild Hogs                                            | Maggie                  | Németh Borbála      |
| 2007 | Mielőtt az ördög rádtalál          | Before the Devil Knows You're Dead                   | Gina Hanson             | Kerekes Andrea      |
| 2008 | Jó üzlet a háború                  | War, Inc.                                            | Natalie Hegalhuzen      | Létay Dóra          |
| 2008 | A pankrátor                        | The Wrestler                                         | Cassidy / Pam           | Kováts Adél         |
| 2010 | A furcsa srác                      | Cyrus                                                | Molly                   | Kocsis Judit        |
| 2011 | Az igazság ára                     | The Lincoln Lawyer                                   | Margaret McPherson      | Németh Borbála      |
| 2011 | Isten ments!                       | Salvation Boulevard                                  | Honey Foster            | Györgyi Anna        |
| 2011 | Őrült, dilis, szerelem             | Crazy, Stupid, Love                                  | Kate Tafferty           | Györgyi Anna        |
| 2011 | A hatalom árnyékában               | The Ides of March                                    | Ida Horowicz            | Németh Borbála      |
| 2012 |                                    | Inescapable                                          | Fatima                  |                     |
| 2012 | Szülői felügyelet nélkül           | Parental Guidance                                    | Alice Simmons           | Györgyi Anna        |
| 2014 | A szerelem útjai                   | Love Is Strange                                      | Kate Hull               | Bertalan Ágnes      |
| 2014 | Hogyan írjunk szerelmet            | The Rewrite                                          | Holly Carpenter         | Németh Borbála      |
| 2014 | Írók a pácban                      | Loitering with Intent                                | Gigi                    | Németh Borbála      |
| 2015 |                                    | Spare Parts                                          | Gwen Kolinsky           |                     |
| 2015 | Kész katasztrófa                   | Trainwreck                                           | kutyatulajdonos         | Németh Borbála      |
| 2015 | Káosz karácsonyra                  | Love the Coopers                                     | Emma                    | Németh Borbála      |
| 2015 | A nagy dobás                       | The Big Short                                        | Cynthia Baum            | Németh Borbála      |
| 2016 | Amerika Kapitány: Polgárháború     | Captain America: Civil War                           | May Parker              | Györgyi Anna        |
| 2017 | Pókember: Hazatérés                | Spider-Man: Homecoming                               | May Parker              | Györgyi Anna        |
| 2017 |                                    | Laboratory Conditions (rövidfilm)                    | Emma Holloway           |                     |
| 2018 |                                    | After Everything                                     | Dr. Lisa Harden         |                     |
| 2018 | A megtisztulás éjszakája: A sziget | The First Purge                                      | Dr. May Updale          |                     |
| 2018 |                                    | Dark Was the Night                                   | Margaret Lang           |                     |
| 2019 | Bosszúállók: Végjáték              | Avengers: Endgame                                    | May Parker (cameo)      | Nem beszél          |
| 2019 | Naplemente Sintrában               | Frankie                                              | Irene                   | Györgyi Anna        |
| 2019 | Pókember: Idegenben                | Spider-Man: Far From Home                            | May Parker              | Györgyi Anna        |
| 2019 |                                    | Human Capital                                        | Carrie                  |                     |
| 2020 | Staten Island királya              | The King of Staten Island                            | Margie Carlin           | Bánfalvi Eszter     |
| 2021 | Pókember: Nincs hazaút             | Spider-Man: No Way Home                              | May Parker              | Györgyi Anna        |
| 2022 |                                    | Delia's Gone                                         | Francine 'Fran' Cole    |                     |
| 2023 | Eljött hozzám                      | She Came to Me                                       | Katrina                 | Vándor Éva          |
| 2024 | A csaj, aki képben van             | Upgraded                                             | Claire DuPont           | Majsai-Nyilas Tünde |
| 2024 |                                    | High Tide                                            | Miriam                  |                     |
| 2024 | Balhés ikrek                       | Brothers                                             | Bethesda Waingro        |                     |

### Televízió
| Év   | Magyar cím                   | Eredeti cím                           | Szerep                         | Megjegyzések |
| ---- | ---------------------------- | ------------------------------------- | ------------------------------ | ------------ |
| 1983 |                              | As the World Turns                    | Marcy Thompson                 | 2 epizód     |
| 1987 |                              | ABC Afterschool Special               | Noelle Crandall                | 1 epizód     |
| 1987 |                              | Leg Work                              | Donna Ricci                    | 1 epizód     |
| 1987 |                              | A Different World                     | Maggie Lauten                  | 22 epizód    |
| 1990 |                              | Parker Krane                          | April Haynes                   | tévéfilm     |
| 1994 | Saturday Night Live          | Saturday Night Live                   | házigazda                      | 1 epizód     |
| 1996 | Seinfeld                     | Seinfeld                              | önmaga                         | 1 epizód     |
| 1998 | Mióta elmentél...            | Since You've Been Gone                | Tori (stáblistán nem szerepel) | tévéfilm     |
| 1998 | Az én országom               | My Own Country                        | Mattie Vines                   | tévéfilm     |
| 1998 | Tiltott szerelem             | Only Love                             | Evie Webster Josephson         | tévéfilm     |
| 2001 | Töretlen hit                 | Jenifer                               | Nina Capelli                   | tévéfilm     |
| 2003 | A Simpson család             | The Simpsons                          | Sara Sloane (hangja)           | 1 epizód     |
| 2006 | Ments meg!                   | Rescue Me                             | Angie Gavin                    | 4 epizód     |
| 2007 |                              | The Rich Inner Life of Penelope Cloud | Penelope Cloud                 | tévéfilm     |
| 2012 |                              | Comedy Bang! Bang!                    | önmaga                         | 1 epizód     |
| 2015 | Empire                       | Empire                                | Mimi Whiteman                  | 5 epizód     |
| 2018 | A szolgálólány meséje        | The Handmaid's Tale                   | Mrs. O'Conner                  | 1 epizód     |
| 2019 |                              | Live in Front of a Studio Audience    | Edith Bunker                   | különkiadás  |
| 2020 | Sarah Cooper: Minden rendben | Sarah Cooper: Everything's Fine       | Sátán                          | különkiadás  |

## Fontosabb díjak és jelölések
- Vinny, az 1ügyű
  - Oscar-díj – Legjobb színésznő
- Mi kell a nőnek?
  - Satellite Award – Legjobb mellékszereplőnek - musical vagy vígjáték kategória jelölés
- A hálószobában
  - Oscar-díj (2002) - Legjobb női mellékszereplő jelölés
- A pankrátor
  - Golden Globe-díj (2009) - Legjobb női mellékszereplő jelölés
  - Oscar-díj (2009) - Legjobb női mellékszereplő jelölés
  - BAFTA-díj (2009) - Legjobb női mellékszereplő jelölés